# کاترین ایبارگوئن
کاترین ایبارگوئن (انگلیسی: Caterine Ibargüen؛ زادهٔ ۱۲ فوریهٔ ۱۹۸۴) یک ورزشکار دو و میدانی اهل کلمبیا است.
از جمله موفقیتهای قابل توجه او، گرفتن مدال طلا در بازی‌های المپیک تابستانی ۲۰۱۶، مدال نقره در بازی‌های المپیک تابستانی ۲۰۱۲، دو مدال طلا در مسابقات جهانی و دو مدال طلا در بازی‌های پان امریکن سالهای ۲۰۱۱ و ۲۰۱۵ می‌باشد.

## زندگی
او در شهرستان انتیوکیا از کشور کلمبیا متولد شد، مادر و پدرش به واسطه جنگ داخلی کلمبیا از یکدیگر جدا شده بودند و به همین دلیل مادر بزرگش از او نگهداری می‌کرد. پدرش به کشور ونزوئلا مهاجرت کرد و مادرش به توربو که یک منطقه مسکونی در کلمبیاست رفت.
کاترین، در ابتدا والیبال بازی می‌کرد. در آن زمان مربی او که «وایلدر زاپاتا» نام داشت متوجه توانایی‌های او شد و پیشنهاد کرد که به شهر مدئین برود. مجموعه ورزشی خیراردوت که مکانی برای انجام بازی‌های ملی و بین‌المللی بود در آن شهر قرار داشت. در سال ۱۹۹۶ کاترین ایبارگوئن، شروع به یادگیری آموزشهای لازم در رشته پرش ارتفاع توسط مریی خود که «خورخه لوئیس آلفارو» نام داشت، نمود.
بهترین پرش ارتفاع او در شهر سانتیاگو ده کالی و به ارتفاع ۱٫۹۳ متر بود که در ۲۲ ژوئیه ۲۰۰۵ بدست آمد که در حال حاضر رکورد کشور کلمبیا هم هست. او در بازی‌های المپیک تابستانی ۲۰۰۴ که در آتن برگزار شد موفق شد در رشته پرش ارتفاع، ۱٫۸۵ متر بپرد.
او در تاریخ ۱۸ ژوئیه ۲۰۱۴ در رقابتهای «لیگ الماس» که در کشور موناکو برگزار شد توانست رکورد ۱۵٫۳۱ متر را برای پرش سه‌گام را برای آمریکای جنوبی نگه دارد.
او در مرحله نهایی پرش سه گام بانوان که در بازی‌های المپیک تابستانی ۲۰۱۶ موفق شد با پرش ۱۵٫۱۷ متر به مقام نخست برسد و مدال طلای این بازی‌ها را از آن خود کند. یولیمار روخاس از ونزوئلا و اولگا ریپاکووا از قزاقستان پس از او در مقام‌های دوم و سوم رسیدند.